# Dyschoriste clarkei
Dyschoriste clarkei är en akantusväxtart som först beskrevs av Wilhelm Vatke, och fick sitt nu gällande namn av Raymond Benoist. Dyschoriste clarkei ingår i släktet Dyschoriste och familjen akantusväxter. Inga underarter finns listade i Catalogue of Life.